# Zaggota
Zaggota  (in arabo زكوطة‎?) è un centro abitato e comune rurale del Marocco situato nella provincia di Sidi Kacem, regione di Rabat-Salé-Kénitra. Conta una popolazione di 10 032 abitanti (censimento 2014).